# أوروش ميلوسافلجيفيتش
أوروش ميلوسافلجيفيتش (بالصربية: Уpoш Mилocaвљeвић)‏ هو لاعب كرة قدم صربي في مركز الوسط، ولد في 13 يوليو 1982 في جمهورية يوغوسلافيا الاشتراكية الاتحادية. لعب مع دينامو بانتشيفو وميتالوره زابورجيا ونادي أو إف كيه بيوغراد ونادي بونيودكور ونادي طراز ونادي فولين لوتسك ونادي فويفودينا وهايدوك كولا ويو تي أي أراد.

## وصلات خارجية
- أوروش ميلوسافلجيفيتش على موقع اتحاد أوكرانيا (الإنجليزية)
- أوروش ميلوسافلجيفيتش على موقع قاعدة بيانات كرة القدم.إي يو (الإنجليزية)
- أوروش ميلوسافلجيفيتش على موقع Soccerway.com (الإنجليزية)